# Стефаун Сигюрдссон
Стефаун Сигюрдссон (исл. Stefán Sigurðsson, также известен как Стефаун фрау Хвитадаль (исл. Stefán frá Hvítadal, дословно — «Стефаун из Хвитадалюра»); 11 октября 1887, Хоульмавик, Вестфирдир — 7 марта 1933) — исландский поэт; один из ведущих поэтов-неоромантиков в исландской литературе.

## Биография
Стефаун Сигюрдссон родился 11 октября 1887 года в городе Хоульмавике в семье плотника Сигюрдюра Сигюрдссона (Sigurður Sigurðsson), который специализировался на строительстве и ремонте церквей, и Гвюдрун Йоунсдоуттир (Guðrún Jónsdóttir), домохозяйки. Его родители считаются одними из основателей города, а Стефаун стал первым ребёнком, рождённым в нём.
Сначала он жил Хоульмавике, затем был отправлен на  воспитание к своему двоюродному брату на ферму Стоура-Фьярарходн на Страндир. Позже Стефауна забрали в приёмную семью в Сёйрбайр в Хвитадалюр, где у него появился доступ к образованию и книгам. Читать книги Стефауну понравилось больше, чем работать у брата на ферме. Именно в Хвитадалюре, когда ему было всего 12 лет, Стефаун стал сочинять стихи (самый ранний из сохранившихся стихов датирован 1899 годом).
В 1902 году Стефаун отправился на юг в Рейкьявик, чтобы получить образование, но из-за денежных проблем ему пришлось вернуться обратно на запад, теперь уже в Исафьордюр, где он устроился работать учеником печатника в издательство «Vestra». В начале 1906 года Стефаун случайно упал с крутой лестницы. Перелом, который он получил от падения, не заживал долгое время, и ему пришлось ходить с тростью. В конце 1906 года, хромой, он уезжает из Исафьордюра домой, так и не завершив учёбу у печатника. В феврале 1907 года молодой поэт Стефаун заболел туберкулёзом костей, что не пошло на пользу его поломанной ноге, и в 19 лет он потерял ступню выше щиколотки. После потери ноги он долгое время не мог устроиться на работу, хотя ему и был сделан деревянный протез, как это было принято в то время. Протез имел сложную систему кожаных креплений, которые располагались на спине и полностью облегали культю до колена. Культя часто воспалялась и болела, и эта боль преследовала поэта всю жизнь.
В последующие годы Стефаун много скитался по Исландии, но так и не смог найти постоянную работу. Летом 1912 года вместе с Тоурбергюром Тоурдарсоном (который в будущем стал известным исландским писателем) он работал рабочим  на засолке сельди в Акюрейри. Осенью 1912 года Стефаун решил отправиться в Норвегию и попытать счастья там. В Норвегии он какое-то время работал рабочим на верфи, затем снова заболел туберкулёзом, и ему пришлось лечиться в санатории.
Домой в Исландию он вернулся в 1915 году очень больным и какое-то время находил прибежище в Унюхусе (исл. Unuhús, дословно — «Дом Уны»), известном в начале XX века как место проживания исландских авангардных писателей, художников и мыслителей. Именно там новое поколение исландских писателей, поэтов и художников левого толка встречалось и обсуждало судьбы своей нации и мира.
В 1919 году Стефаун женился на Сигридюр Йоунсдоуттир (исл. Sigríður Jónsdóttir) и переехал жить на ферму возле в Бессатунга в Сёйрбайре, что в Даласисле. Их брак был весьма плодотворным, так как всего у них родилось 10 детей. Супруги проводили большую часть времени у себя на ферме, лишь изредка наведываясь в окружающие усадьбы. Так Стефаун иногда бывал в гостях на ферме возле Миклагардюра, где у приёмной матери жил Стейдн Стейнарр, который впоследствии стал одним из самых влиятельных исландских поэтов XX века и ведущим поэтом-модернистом в Исландии.
Когда в 1930 году Стейдн Стейнарр подхватил в Рейкьявике полиомиелит, после которого у него парализовало левую руку и частично левую сторону тела, то Стефаун, прознав о беде Стейдна, решил помочь ему, ссудив деньгами и отведя жить его к своему другу Эрлендюру, который в то время владел Унюхусом. Впоследствии в интервью, опубликованном в Nýja Helgafell в 1958 году, Стейдн Стейнарр рассказывал, что когда он в последний раз встречался со Стефауном из Хвитадалюра незадолго до его смерти в марте 1933 года, то Стефаун, прочитав три недавно опубликованных в журнале стихотворения Стейдна, сказал:

Я всегда знал, что в тебе что-то есть, что бы, черт возьми, люди ни говорили. Но ведь этих проклятых дураков было множество!
Оригинальный текст (исланд.)Ég vissi það alltaf, að það býr eitthvað í þér, hvað sem helvítis karlarnir segja. En mikill bölvaður bjáni gastu verið að hafa þau svona mörg!

## Творчество
Свой первый первый сборник стихов «Söngvar förumannsins» Стефаун опубликовал в октябре 1918 года. Этот сборник произвёл переворот в поэтической истории Исландии тем, что стихи большей частью были написаны от первого лица, так как сочинял их поэт о себе и для себя, что шло вразрез с исландской стихотворной традицией. Всего за свою жизнь Стефаун написал пять книг стихов, последняя из которых, «Anno domini», вышла в виде литературного приложения к журналу:
1. Söngvar förumannsins (рус. Песни кочевника). — Reykjavík: Prentsmiðjan Gutenberg, 1918. — 94 bls.
2. Óður einyrkjans (рус. Песнь одинокого труженика). — Reykjavík: Prentsmiðjan Gutenberg, 1921. — 94 bls.
3. Heilög kirkja (рус. Святая Церковь). — Reykjavík: Acta, 1924. — 62 bls.
4. Helsingjar (рус. Белощёкие казарки). — Reykjavík: Félagsprentsmiðjan, 1927. — 112 bls.
5. Anno domini (рус. От лета Господня). — Reykjavík: Perlur, 1930. — 56 bls.